# Friedrich August Freiherr von der Heydte

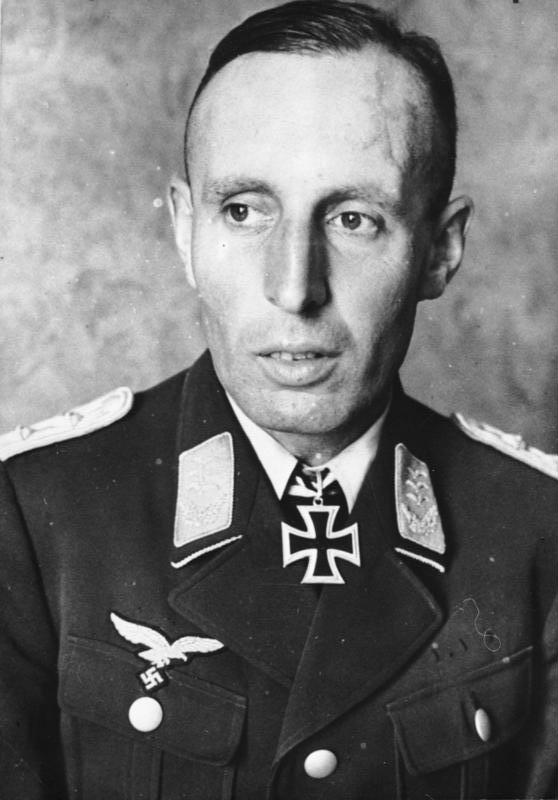
Bundesarchiv Bild 183-H26044, Friedrich August von der Heydte

Friedrich August Freiherr (Barón) von der Heydte (30 de marzo de 1907-7 de julio de 1994) fue un oficial paracaidista alemán durante la Segunda Guerra Mundial que posteriormente sirvió en las fuerzas armadas de Alemania Occidental, alcanzando el rango de General. Después de la guerra, Heydte siguió una carrera académica, política y militar, como profesor de ciencias políticas católico-conservador, miembro del partido político Unión Social Cristiana y reservista del Bundeswehr. En 1962, Heydte se vio involucrado en el escándalo Spiegel.

## Primeros años
Friedrich August Freiherr von der Heydte se incorporó al Reichswehr en abril de 1925. En 1927, fue liberado del servicio militar para asistir a la Universidad de Innsbruck, donde se licenció en economía. En 1927, Heydte se licenció en Derecho en la Universidad de Graz.[cita requerida] Se unió al NSDAP el 1 de mayo de 1933, obteniendo el número de miembro 2.134.193. Ese mismo año ingresó en las SA. En 1935 Heydte se reincorporó al Reichswehr, donde asistió a la formación de personal.

## Segunda Guerra Mundial
Heydte participó en la invasión de Polonia y en la batalla de Francia como comandante subalterno. En mayo de 1940 fue transferido al brazo paracaidista de la Luftwaffe; comandó un batallón durante la batalla de Creta en mayo de 1941. En julio de 1942, Heydte fue enviado a Libia como comandante del Fallschirm-Lehrbataillon, que formaba parte de la Brigada de Paracaidista Ramcke. Heydte fue oficial de la Brigada Ramcke en el norte de África hasta febrero de 1943, cuando él y varios otros oficiales fueron trasladados a Francia para formar el núcleo de la nueva 2.ª División Fallschirmjäger bajo el mando del general de división H.B. Ramcke. Fue destinado como oficial de operaciones en el cuartel general de la división.
Después de la caída de Sicilia durante el verano de 1943, los alemanes empezaron a recelar de una posible deserción italiana hacia los Aliados. Para contrarrestar este hecho, la 2.ª División Fallschirmjäger fue trasladada de Francia a Roma el 6 de agosto. Heydte consiguió una audiencia con el Papa Pío XII y se hizo amigo del "Asistente del Trono" del Papa, el teólogo Alois Hudal, que más tarde se convertiría en una persona clave para ayudar a los criminales de guerra nazis a eludir los tribunales de justicia durante los juicios por crímenes de guerra de la posguerra. La división participó en la toma de Roma bajo control alemán como parte de la Operación Achse.
Heydte recibió el mando de un regimiento de la 2.ª División Fallschirmjäger en enero de 1944. En el momento de la Operación Overlord, el 6.º Regimiento de Fallschirmjäger había sido adscrito a la 91.ª División de Infantería de la Luftlande. La unidad de Heydte participó en la batalla de Carentan, en la operación Lüttich y en los combates contra las fuerzas aliadas en la operación Market Garden.

### Operación Stösser
Antes de la Ofensiva de las Ardenas, los alemanes planearon la Operación Stösser para lanzar paracaidistas detrás de las líneas americanas a 11 kilómetros (6,8 mi) al norte de Malmédy y tomar un cruce clave que llevara a Amberes. Para ocultar los planes a los aliados y preservar el secreto, Heydte no estaba autorizado a utilizar sus propias tropas experimentadas. La mayoría de los nuevos paracaidistas tenían poco entrenamiento.
La Luftwaffe reunió 112 aviones de transporte Ju 52; estaban tripulados por pilotos inexpertos. Fue el único lanzamiento nocturno de los paracaidistas alemanes durante la Segunda Guerra Mundial. Aunque los aviones despegaron con unos 1.300 paracaidistas, los pilotos dejaron caer a algunos detrás de las líneas del frente alemán, a otros sobre Bonn y a sólo unos cientos en lugares muy dispersos detrás de las líneas estadounidenses. Algunos aviones aterrizaron con sus tropas aún a bordo. Sólo una fracción de la fuerza aterrizó cerca de la zona de lanzamiento prevista.: 161 
Al kampfgruppe se le encomendó la tarea de lanzar por la noche en un cruce de carreteras estratégico a 11 kilómetros al norte de Malmédy y mantenerlo durante aproximadamente veinticuatro horas hasta que fuera relevado por la 12.ª División Panzer de las SS, con el objetivo de obstaculizar el flujo de refuerzos y suministros aliados. Los aviones que se encontraban relativamente cerca de la zona de lanzamiento prevista fueron azotados por fuertes vientos que desviaron a muchos paracaidistas e hicieron su aterrizaje mucho más difícil. Como muchos de los paracaidistas alemanes eran muy inexpertos, algunos quedaron lisiados al impactar y murieron en el lugar donde cayeron. Algunos de sus cuerpos fueron encontrados en la primavera siguiente al derretirse la nieve.: 218  Heydte se rompió el brazo al aterrizar de su salto.
Inicialmente, sólo 125 hombres llegaron a la zona de desembarco correcta, sin armas pesadas. Al mediodía del 17 de diciembre, la unidad de Heydte había explorado el bosque y reunido un total de unos 300 soldados. Con sólo munición para un solo combate, la fuerza era demasiado pequeña para tomar el cruce por sí sola. : 89 Pero debido a la dispersión del lanzamiento, se informó de la presencia de paracaidistas alemanes por todas las Ardenas, y los aliados creyeron que se había producido un salto del tamaño de una división. Esto causó mucha confusión y les convenció de asignar hombres para asegurar la retaguardia en lugar de enfrentarse al empuje principal alemán en el frente.: 88 
Como todas sus radios habían sido destruidas o se habían perdido en el salto, Heydte no sabía que la 12.ª División Panzer de las SS no había logrado derrotar a los estadounidenses en la batalla de Elsenborn Ridge, y no pudo relevar a sus fuerzas. Aislado, sin suministros y perseguido por las fuerzas estadounidenses, Heydte ordenó a sus hombres que rompieran las líneas aliadas y llegaran a las alemanas. Heydte llegó a Monschau el 21 de diciembre y se rindió el 23 de diciembre. Fue retenido como prisionero de guerra en Inglaterra hasta julio de 1947.

## Carrera posterior a la guerra
Tras su liberación como prisionero de guerra, Heydte retomó su carrera académica, completando su disertación en 1950. En 1951 se convirtió en profesor de derecho constitucional e internacional en la Universidad de Maguncia. A partir de 1954 fue profesor de Derecho Internacional, Derecho Administrativo General, Derecho del Estado alemán y bávaro y Ciencias Políticas en la Universidad de Würzburg. También dirigió el Instituto de Derecho Militar de la Universidad de Würzburg. De 1956 a 1971 fue miembro del Instituto de Derecho Internacional. De 1961 a 1965 fue miembro de la junta directiva de la Sociedad Alemana de Derecho Internacional. Paralelamente a su ocupación académica, Heydte reanudó su carrera militar en la Bundeswehr de Alemania Occidental; en 1962 fue ascendido a General de Brigada en la Reserva, y en 1967 se retiró, concluyendo 30 años de servicio militar.
En 1947, Heydte se afilió a la Unión Social Cristiana (CSU), donde fue presidente de la Asociación de Educación Superior Demócrata Cristiana. De 1966 a 1970 fue miembro de la circunscripción de la Baja Franconia en el Parlamento de Baviera. También fue miembro de la Comisión de Asuntos de Política Cultural y, en 1967, se incorporó a la Oficina Estatal de Educación Política de Baviera y a la Oficina Estatal de Compensación.[cita requerida] Era partidario de las ideas teológicas del derecho natural y, como cristiano conservador, apoyaba los principios de justicia de la Iglesia católica.

## Controversias

### Caso Flick
En 1985, Heydte se convirtió en una de las figuras centrales del caso Flick, un grave escándalo de financiación de partidos en el que supuestamente Heydte, como director del Instituto de Ciencia Política y Asociación de Würzburg durante muchos años, había ayudado a blanquear dinero para donaciones políticas a la CDU/CSU y al FDP. Tuvo que comparecer ante el Tribunal Constitucional Federal por la cuestión de la financiación de los partidos a través de las contribuciones de impuestos diferidos.

### Caso Spiegel
En 1962, como director del Instituto de Derecho Militar de la Universidad de Würzburg, Heydte desafió al semanario Der Spiegel por un artículo que publicó en el que se afirmaba una situación "escandalosa" en el Bundeswehr. En concreto, Von der Heydte acusó a los editores de alta traición por haber revelado las debilidades militares de la nueva Bundeswehr al público y, por tanto, a los soviéticos. Debido a esa acusación y a la posición de Heydte como experto en derecho militar, el asunto fue llevado a un tribunal federal, desencadenando lo que se conocería como el caso Spiegel, con muchas detenciones de periodistas y otras personas relacionadas con esa publicación.
La redada policial en Der Spiegel fue dirigida con fuerza por Theo Saevecke, el Kriminalrat del Sicherungsgruppe Bonn. El pasado bélico de Saevecke no tardó en revelarse. Había alcanzado el rango de SS-Hauptsturmführer y había servido en el SS-Einsatzgruppe IV en Polonia (1939-40), en el SS-Sicherheitsdienst en el norte de África (1942-43) y había comandado la Gestapo y la policía fascista italiana en Milán (1943-45). Todas estas asociaciones lo marcaron como un potencial criminal de guerra. La conducta de Heydte y Saevecke en el asunto Spiegel provocó una protesta pública seguida de manifestaciones y debates públicos. El asunto Spiegel fue la primera señal de un cambio en las creencias populares en Alemania Occidental y el progenitor de todas las protestas que se produjeron posteriormente en esa década contra todos los antiguos funcionarios alemanes nazis que seguían en activo. Heydte fue muy criticado por sus acciones por varios políticos destacados de Alemania Occidental, y en 1965, un tribunal absolvió a los editores de Der Spiegel de todos los cargos.

## Muerte
Heydte murió en Aham, Landshut, en 1994 tras una larga enfermedad.

## Trabajos
- Regreso de Daedalus (Hutchinson, 1958) - Un relato de la Batalla de Creta.
- Der moderne Kleinkrieg als wehrpolitisches und militärisches Phänomen (La guerra de guerrillas moderna como política de defensa y fenómeno militar); Executive Intelligence Review, Nachrichtenagentur GmbH, Wiesbaden, Neuausgabe 1986 ISBN 3-925725-03-2  (Erstausgabe: Holzner-Verlag, Würzburg 1972)